# 周家桥街道图书馆
31°13′11″N 121°24′18″E / 31.21977°N 121.40487°E
周家桥街道图书馆位于中華人民共和國上海市长宁区万航渡路2505弄59号，建立于1972年4月，面积约306.9平方米，2016年，列为上海市中心图书馆工作先进集体（基层服务点），2017年12月8日，洪汛涛主题图书馆在周家桥社区图书馆落成，2020年8月设立红色阅读专栏（四史学习专题书架）。